# David M. Kennedy
David Michael Kennedy (Seattle, 22 juli 1941) is een Amerikaanse historicus, gespecialiseerd in de geschiedenis van de Verenigde Staten. 

## Loopbaan
Kennedy behaalde in 1963 een Bachelor of Arts in geschiedenis aan Stanford. Zijn MA behaalde hij aan Yale University, waar hij in 1968 ook zijn  PhD deed.
Hij bezette de Donald J. McLachlan-leerstoel aan de Stanford University en was directeur van het Bill Lane Center for the American West.  In 1995-1996 bezette Kennedy daarnaast de Harold Vyvyan Harmsworth-leerstoel voor Amerikaanse geschiedenis aan de Universiteit van Oxford. Sinds 2012 is hij emeritus. Hij is lid van de American Academy of Arts and Sciences.
Hij won in 1970 de Bancroftprijs voor het boek Birth Control in America: The Career of Margaret Sanger en in 2000 de Pulitzerprijs voor geschiedenis met zijn werk Freedom From Fear: The American People in Depression and War, 1929–1945, over de rol van de vrijwaring van vrees, een van de vier vrijheden uit de Universele Verklaring van de Rechten van de Mens, tijdens de Grote Depressie en de Tweede Wereldoorlog. Voor die prijs was hij al in 1981 finalist met zijn boek Over Here: The First World War and American Society, maar in dat jaar werd de Pulitzerprijs toegekend aan Lawrence A. Cremin. 
Kennedy's verdienste ligt in het verbinden van economische en culturele analyses met de sociale en politieke geschiedenis. Sinds zijn emeritaat is hij nog actief als redacteur van diverse handboeken op het gebied van de Amerikaanse geschiedenis.

## Werkenlijst (selectie)
- Birth Control in America: The Career of Margaret Sanger (1970)
- Social Thought in America and Europe, met Paul A. Robinson (1970)
- Progressivism: The Critical Issues, redactie (1971)
- The American People in the Depression (1973)
- The American People in the Age of Kennedy (1973)
- The American Pageant: A History of the Republic, met Thomas A. Bailey and Lizabeth Cohen (1979, 14e druk 2010).
- Over Here: The First World War and American Society (1980)
- Power and Responsibility: Case Studies in American Leadership, met Michael Parrish (1986)
- The American Spirit: United States History as Seen by Contemporaries, met Thomas A. Bailey (1983)
- Freedom From Fear: The American People in Depression and War, 1929-1945 (1999)